# Bandahalli, Krishnarajanagara
Bandahalli là một làng thuộc tehsil Krishnarajanagara, huyện Mysore, bang Karnataka, Ấn Độ.